# Sault-au-Cochon
Pour les articles homonymes, voir Sault aux Cochons.
Sault-au-Cochon [sot‿o kɔʃɔ̃] est un territoire non organisé situé dans la municipalité régionale de comté de La Côte-de-Beaupré, dans la région administrative de la Capitale-Nationale, au Québec.

## Toponymie
Le nom tire son origine de la présence de marsouins ou de bélugas qu'on appelait autrefois cochons de mer.

## Histoire
La tragédie aérienne de Sault-au-Cochon de 1949 a eu lieu sur son territoire.

## Géographie
Sault-au-Cochon est une bande d'environ 18 km de long et 4 km de large sur la rive nord du fleuve Saint-Laurent, entre la réserve nationale de faune du cap Tourmente et le massif de Charlevoix. Au nord se trouve la plaine agricole de Charlevoix. Sa frontière sud est fixée au milieu du fleuve. Fortement boisé et abrupte, on n'y retrouve aucune infrastructure notable à l'exception de quelques chemins forestiers. Le territoire est surtout utilisé pour l'exploitation forestière et la villégiature. À cet égard, sa falaise haute de plus de 500 mètres offre des panoramas impressionnants donnant sur le fleuve. Le chemin de fer Charlevoix traverse Sault-au-Cochon en contrebas de cette falaise.
Son relief accidenté varie entre 0 et 700 mètres d'altitude. Parmi les principaux sommets, on retrouve entre autres le cap Tourmente (560 m), le cap Rouge (580 m), le cap Gribane (660 m) et le cap d'Éboulis (700 m). Ces caps forment de petites anses dans le fleuve, tels l'anse Gribane, l'anse aux Bardeaux ou l'anse aux Vaches. Le territoire de Sault-au-Cochon inclut également quelques récifs et cayes du fleuve Saint-Laurent : les récifs de Longue Pointe et les brisants du Cap Brûlé. Le lac Saint-Joseph, le Petit Lac et le lac des Vandals sont les principaux plans d'eau. Quelques ruisseaux tombent en cascade en direction du fleuve.
La rivière Lombrette traverse le nord-est du territoire vers le sud-ouest.

## Démographie
| 1991 | 1996 | 2001 | 2006 | 2011 | 2016 | 2021 |
| ---- | ---- | ---- | ---- | ---- | ---- | ---- |
| 0    | 0    | 0    | 0    | 0    | 0    | 0    |

## Galerie

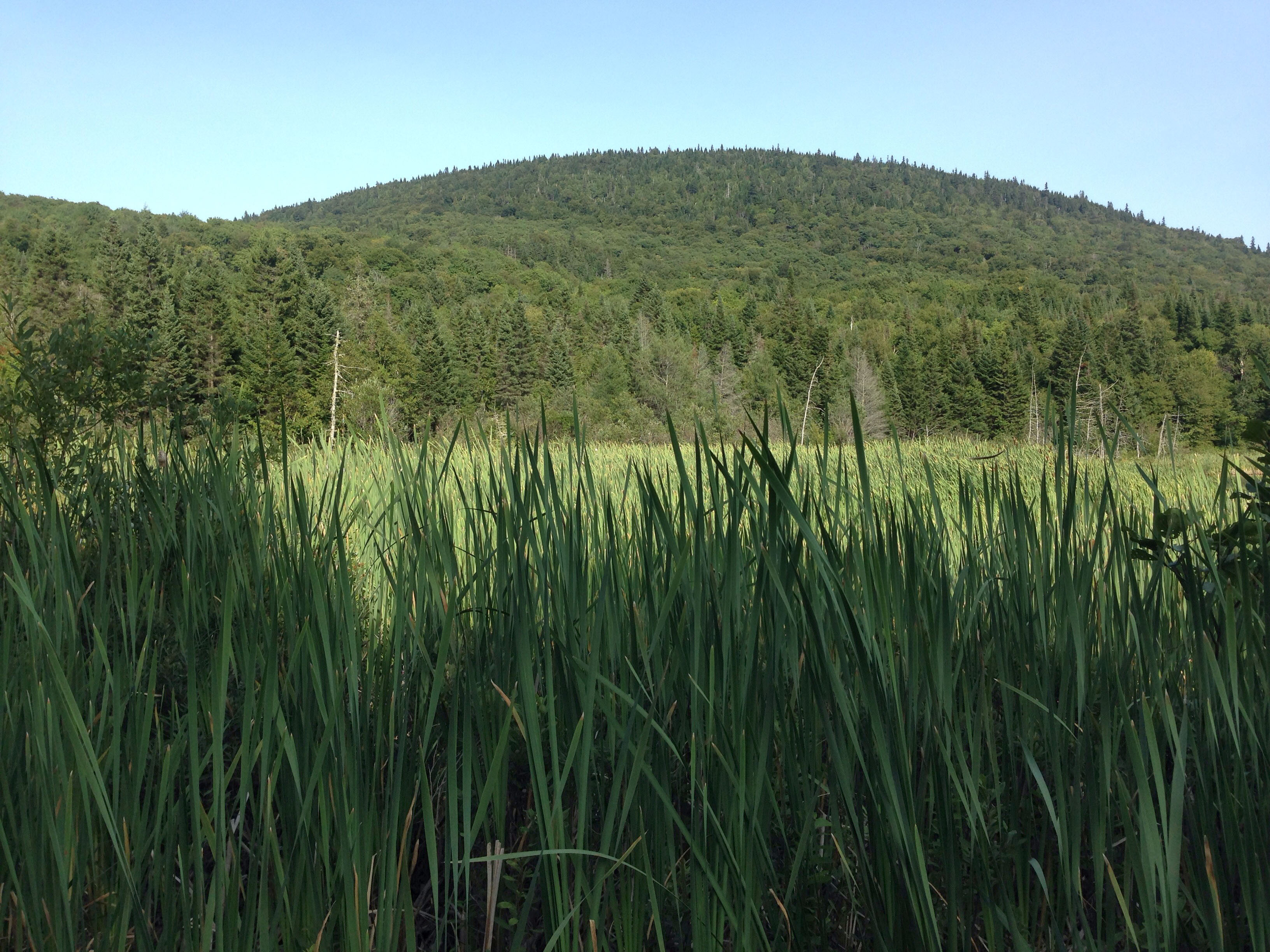
Colline
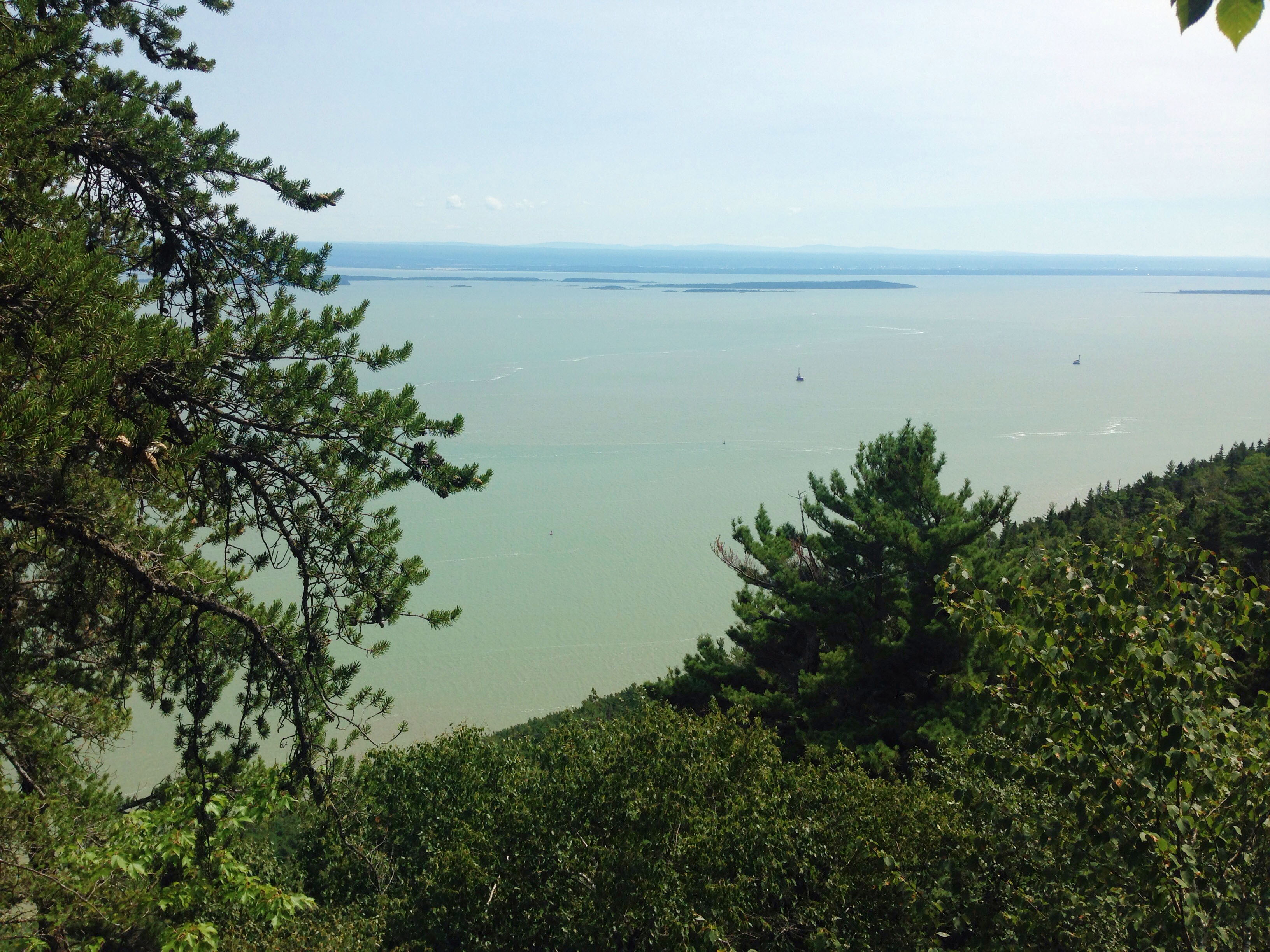
Fleuve Saint-Laurent
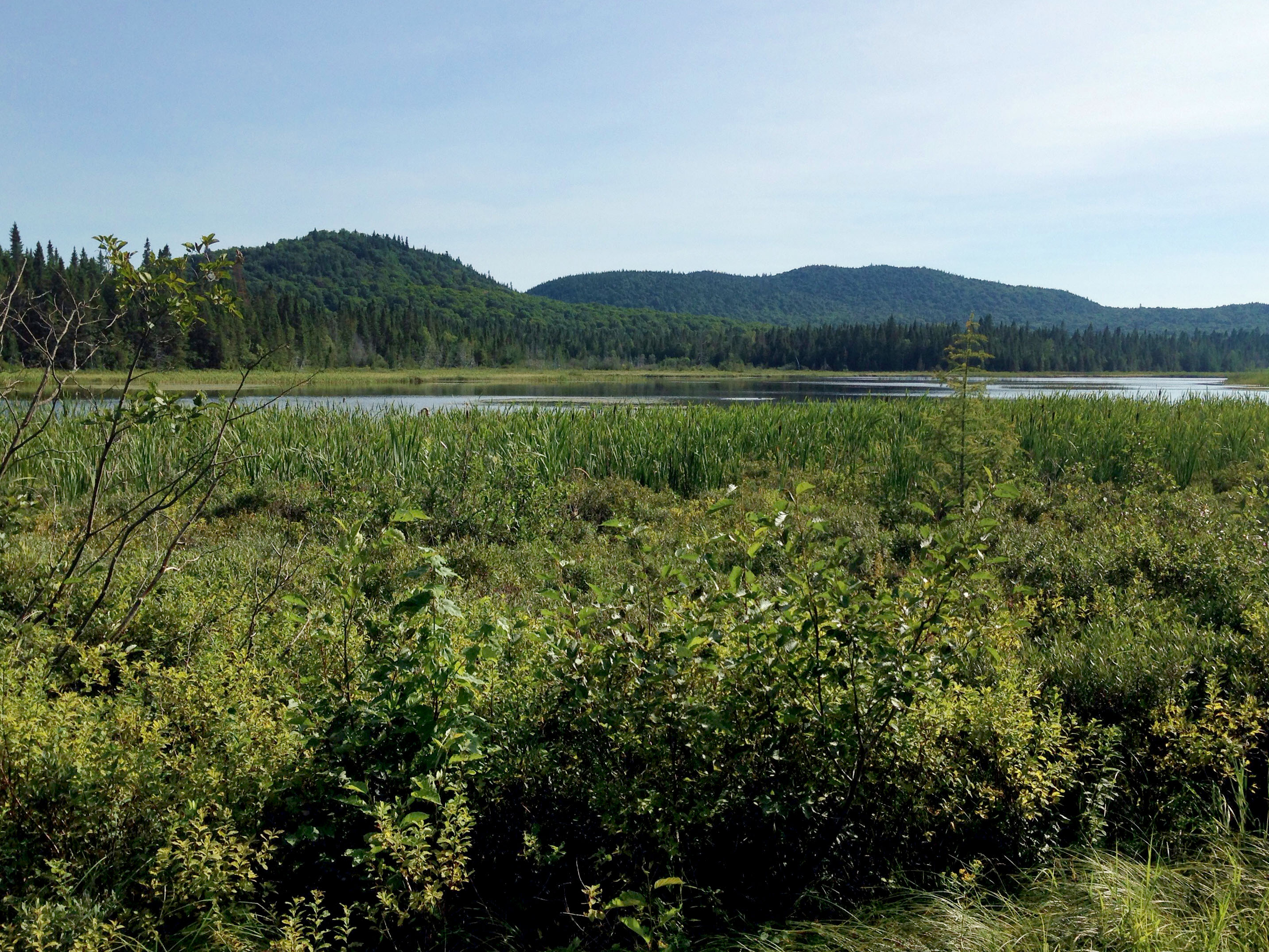
Le Petit Lac (47° 07′ 16″ N, 70° 44′ 29″ O)

## Attraits
- Le Sentier des caps de Charlevoix et ses sous-sentiers traversent intégralement Sault-au-Cochon.